# Lucie Fabíková
Lucie Fabíková (8. února 1980 Zlín) je bývalá česká házenkářka. Hrála obvykle střední spojku. Za českou reprezentaci nastoupila k 83 utkáním, v nichž nastřílela 264 branek. Reprezentovala v letech 2001-2006. Hrála na mistrovství světa 2003 (15. místo), mistrovství Evropy 2002 (8. místo) a mistrovství Evropy 2004 (15. místo). Byla odchovankyní DHK Zora Olomouc, s nímž získala dva mistrovské tituly (2003, 2004). Poté působila v norském klubu Tertnes Bergen (2004–2006) a německém Thuringer HC (2006-2010). Poté se vrátila do mateřského olomouckého klubu, kariéru ukončila roku 2013. Třikrát byla zvolena nejlepší českou házenkářkou roku (2001, 2003, 2005). Po skončení hráčské kariéry se stala trenérkou, od roku 2023 vede Zoru Olomouc. Vystudovala Fakultu tělesné kultury Univerzity Palackého v Olomouci, obor tělesná výchova a český jazyk. Učí na Gymnáziu Čajkovského v Olomouci.